# Tokyo Override
Tokyo Override est une série télévisée d'animation japonaise originale (ONA) produite par Yamaha Motor Company et Honda. Réalisée par Yusuke Fukada et Veerapatra Jinanavin, la série a été diffusée sur Netflix en novembre 2024.

## Personnages
Kai
Voix japonaise : Ai Fairouz, voix française : Laetitia Coryn
Hugo
Voix japonaise : Ryota Takeuchi, voix française : Xavier Fagnon
Spoke
Voix japonaise : Tomoaki Maeno, voix française : Adrien Antoine
Watari
Voix japonaise : Mariya Ise, voix française : Loelia Salvador
Yukio
Voix japonaise : Shigeru Chiba, voix française : Gabriel Le Doze
Ayumi
Voix japonaise : Yu Serizawa, voix française : Alice Orsat
Kageyama
Voix japonaise : Hōchū Ōtsuka, voix française : Lionel Tua
Yasumoto
Voix japonaise : Miyu Irino, voix française : Théo Frilet
Leuji
Voix japonaise : Yūko Kaida, voix française : Garance Thénault

## Épisodes
1. Highway
2. Cœur battant
3. Au quart de tour
4. Les masques
5. À la boussole
6. Tokyo